# Équipe de Serbie féminine de handball
Maillots
L'équipe de Serbie féminine de handball représente la fédération serbe de handball lors des compétitions internationales, notamment aux championnats du monde et aux championnats d'Europe.
La Serbie étant l'État héritier de la Yougoslavie (jusqu'en 1992), de la république fédérale de Yougoslavie (jusqu'en 2003) et enfin de la Serbie-et-Monténégro (jusqu'en 2006), ce palmarès prend en compte les titres gagnés avec ces différentes entités. Ainsi, en tant que Serbie seule, elle ne possède à son palmarès que le titre de vice-championne du monde, remporté à domicile en 2013.

## Palmarès

### Parcours auxJeux olympiques
- vainqueur en 1984
- 2e en 1980

### Parcours auxchampionnats du monde
- vainqueur en 1973
- finaliste en 1965 , 1971 , 1990  et 2013
- troisième en 1957 , 1982  et 2001

### Parcours auxchampionnats d'Europe
- 1994 : non qualifiée
- 1996 : non qualifiée
- 1998 : non qualifiée
- 2000 : 7e
- 2002 : 6e
- 2004 : 12e
- 2006 : 14e
- 2008 : 13e
- 2010 : 14e
- 2012 : 4e
- 2014 : 15e
- 2016 : 9e
- 2018 : 11e

## Effectif actuel
| N° | Nom                   | Poste          | Date de naissance | Taille | Club                          |
| -- | --------------------- | -------------- | ----------------- | ------ | ----------------------------- |
| 3  | Katarina Krpež Šlezak | ailière droite | 2 mai 1988        | 1,67 m | RK Krim                       |
| 4  | Jelena Popović        | arrière droite | 4 septembre 1984  | 1,71 m | Nantes LAH                    |
| 7  | Andrea Lekić          | demi-centre    | 6 septembre 1987  | 1,78 m | ŽRK Vardar Skopje             |
| 9  | Jelena Živković       | arrière droite | 6 juillet 1991    | 1,84 m | ŽRK Podravka Koprivnica       |
| 11 | Sanja Damnjanović     | arrière gauche | 25 mai 1987       | 1,77 m | Viborg HK                     |
| 15 | Jelena Erić           | arrière gauche | 12 octobre 1979   | 1,80 m | Handball Club Astrakhanochka  |
| 16 | Jovana Risović        | gardienne      | 7 octobre 1993    | 1,70 m | ŽRK Radnički Belgrade         |
| 17 | Sanja Rajović         | pivot          | 18 mai 1981       | 1,72 m | ŽRK Lokomotiva Zagreb         |
| 21 | Svetlana Ognjenović   | ailière gauche | 26 janvier 1981   | 1,68 m | Metz Handball                 |
| 26 | Biljana Filipović     | ailière droite | 12 janvier 1986   | 1,89 m | OGC Nice Côte d'Azur Handball |
| 27 | Katarina Tomašević    | gardienne      | 6 février 1984    | 1,79 m | Nantes LAH                    |
| 30 | Jelena Nišavić        | ailière gauche | 17 septembre 1980 | 1,68 m | ŽORK Jagodina                 |
| 31 | Ivana Milošević       | ailière droite | 11 juin 1982      | 1,68 m | ŽRK Radnički Belgrade         |
| 71 | Kristina Liščević     | demi-centre    | 20 octobre 1989   | 1,73 m | Metz Handball                 |
| 72 | Dragana Cvijić        | pivot          | 15 mars 1990      | 1,85 m | ŽRK Budućnost Podgorica       |
| 99 | Marina Dmitrović      | arrière droite | 23 mars 1985      | 1,82 m | ŽRK Vardar Skopje             |
| 33 | Jovana Stoiljković    | arrière gauche | 30 septembre 1988 | 1,82 m | Le Havre AC Handball          |
| 83 | Marija Lojpur         | pivot          | 10 août 1983      | 1,78 m | ŽRK Vardar Skopje             |

## Personnalités liées à la sélection

### Joueuses majeures
- Andrea Lekić, élue meilleure handballeuse de l'année en 2013, meilleure demi-centre du championnat d'Europe 2012
- Sanja Damnjanović, meilleure arrière gauche du championnat d'Europe 2012 et meilleure arrière gauche du championnat du monde 2013
- Dragana Cvijić, meilleure pivot du championnat du monde 2013
- Katarina Krpež Šlezak, meilleure marqueuse du Championnat d'Europe 2018

### Sélectionneurs
Les sélectionneurs de RF Yougoslavie (jusqu'en 2003), de Serbie-et-Monténégro et enfin de Serbie (depuis 2006) ont régulièrement changé :
- Vuk Roganović : de 1996 à 1997
- Dragan Nišavić : de 1997 à 1998
- Milorad Milatović : de 1998 à 2000
- Natalia Cigankova : en 2000
- Milorad Milatović : de 2000 à 2001
- Marko Isaković : de 2002 à 2003
- Dragomir Čačić : en 2003
- Zoran Ivić : de 2003 à 2004
- Mile Isaković : de 2004 à 2005
- Anja Andersen,  : en 2006
- Sandra Kolaković : en 2006
- Časlav Dinčić : de 2007 à 2009
- Dragan Markov : en 2009
- Duško Milić : de 2009 à 2011
- Saša Bošković (en) : de 2011 à février 2016
- Dragica Đurić (en) : de février 2016 à 2017
- Ljubomir Obradović (en) : depuis 2017